# Dual topologique
Pour les articles homonymes, voir Dualité (mathématiques) et Dualité.
En mathématiques, et plus précisément en analyse, le dual topologique est le sous-espace du dual algébrique constitué des formes linéaires continues.

## Définition
Soit E un espace vectoriel topologique sur le corps ℝ ou ℂ.
Le dual topologique E' de E est le sous-espace vectoriel de E* (le dual algébrique de E) formé des formes linéaires continues.
Si l'espace est de dimension finie, le dual topologique coïncide avec le dual algébrique, puisque dans ce cas toute forme linéaire est continue.
Mais dans le cas général, l'inclusion du dual topologique dans le dual algébrique est stricte.

## Topologies duales
Dans certains cas, on peut définir canoniquement diverses topologies sur le dual.

### Topologie faible du dual
À tout vecteur {\displaystyle v} de {\displaystyle E} on peut faire correspondre l'application {\displaystyle p_{v}} de {\displaystyle \scriptstyle E^{\prime }} dans ℝ définie par {\displaystyle p_{v}(f)=|f(v)|}.
Cette application {\displaystyle p_{v}} est une semi-norme sur {\displaystyle \scriptstyle E^{\prime }}. La topologie d'espace localement convexe définie par cette famille de semi-normes s'appelle la topologie faible du dual. C'est la topologie la moins fine rendant continues les applications f↦f(v).
Par construction, cette topologie sur E' est séparée.

### Topologie forte sur le dual d'un espace normé
Si E est un espace vectoriel normé, on peut définir une norme duale ║ . ║’ sur E' par
(C'est un cas particulier de la norme d'opérateur.)
E' muni de cette norme est appelé le dual fort de E. C'est un espace de Banach (cf. proposition 4 du § « Complétude » de l'article « Espace vectoriel normé »).
Il est important de remarquer que même en dimension finie, les espaces normés E et
E', qui sont algébriquement isomorphes, ne sont pas isométriques en général.
Par exemple, sur ℝn, les normes {\displaystyle \sum _{i=1}^{n}\vert x_{i}\vert } et
{\displaystyle \sup _{1\leq i\leq n}\vert x_{i}\vert } sont duales l'une de l'autre, mais ne sont pas isométriques
dès que n ≥ 3.
Le théorème de Banach-Alaoglu-Bourbaki affirme que la boule unité fermée du dual fort d'un espace de Banach est *-faiblement compacte.
On déduit alors du théorème de Krein-Milman que si la boule unité d'un espace de Banach E n'a aucun point extrémal (par exemple si E = L1([0, 1]) ou E = c0, l'espace des suites de limite nulle) alors E n'est le dual d'aucun espace.
L'espace ℓ1, lui, est le dual de c0 et de nombreux autres espaces,, dont celui des suites convergentes (en) ou, plus généralement, des fonctions continues sur un compact dénombrable.

## Dual topologique d'un espace préhilbertien
Lorsque H est un espace préhilbertien, il existe une isométrie semi-linéaire (donc ℝ-linéaire) canonique j de H dans H' : pour tout élément v de H, j(v) est la forme linéaire continue définie par :
On démontre, grâce au théorème de représentation de Riesz, une propriété fondamentale :

Si H est un espace de Hilbert, l'injection j de H dans H' est surjective.
On en déduit (cf. § « Structure du dual » de l'article « Espace préhilbertien ») : 

Pour tout espace préhilbertien H, l'injection j de H dans H' est d'image dense.

## Bidual (topologique)
Alors que la notion purement algébrique du bidual ne présente aucune ambiguïté, il en est tout autrement pour les notions topologiques. En effet, selon la topologie retenue sur le dual, l'ensemble des formes linéaires continues sur ce dual pourra être plus ou moins gros.

### Bidual d'un espace de Banach et réflexivité
Dans le cas d'un espace vectoriel normé E, ce qu'on appelle en général le bidual, noté E'', est le dual du dual fort.
Il existe une application naturelle de E dans son bidual, l'application d'évaluation
qui constitue une injection isométrique d'après le théorème de Hahn-Banach. Lorsque J est une bijection, l'espace E est dit réflexif.
Exemples : voir « Propriétés des espaces de suites ℓp » et  « Dualité des espaces Lp ».
Théorème de Goldstine.
Pour tout espace vectoriel normé réel E, la boule unité de E'' est l'adhérence pour la topologie σ(E'', E') (la topologie faible-* sur E'') de l'image par J de la boule unité de E.